# Echium wildpretii
Echium wildpretii is een tweejarige plant uit de ruwbladigenfamilie (Boraginaceae), die endemisch is op de Canarische Eilanden, waar deze voorkomt op Tenerife en La Palma.
Van de plant worden twee ondersoorten onderscheiden, één op elk eiland.

## Naamgeving enetymologie
- Synoniemen: Echium trichosyphon , Echium bourgeauanum subsp. trichosiphon Svent., Echium bourgeauanum Webb ex Coincy, Echium coeleste Stapf, Echium perezii Sprague
- Engels: Tower of jewels, Red bugloss, Tenerife bugloss, Mount Teide bugloss
- Spaans: Tajinaste.

De naam Echium is afgeleid van het Oudgriekse woord ἔχις (echis) = adder of gifslang. Zie daarvoor het artikel over Echium. De soortaanduiding wildpretii is een eerbetoon aan de Zwitserse botanicus Hermann Wildpret (1834-1908), voormalig verantwoordelijke voor de Jardín de Aclimatación de La Orotava, een botanische tuin in Puerto de la Cruz op Tenerife.

## Kenmerken
Echium wildpretii is een tweejarige plant. Het eerste jaar ontwikkelt de plant een dicht bladrozet van behaarde, ovale bladeren. In het tweede jaar ontstaan de 1–3 m lange kegelvormige bloemtrossen, met honderden buisvormige, roze tot koraalrode bloemen. De plant sterft af na de bloei, waarbij massaal zaden worden verspreid.
De plant bloeit in de late lente tot de vroege zomer.

## Taxonomie
Echium wildpretii kent twee ondersoorten, die elk op één eiland voorkomen:
- Echium wildpretii subsp. wildpretii (Tenerife)
- Echium wildpretii subsp. trichosiphon (La Palma)

... · 
E. aculeatum · 
E. brevirame · 
E. candicans · 
E. creticum · 
E. gentianoides · 
E. hypertropicum · 
E. nervosum · 
E. pininana · 
E. plantagineum · 
E. sabulicola · 
E. simplex · 
E. virescens · 
E. vulgare (Slangenkruid) · 
E. webbii · 
E. wildpretii · 
E. wildpretii subsp. trichosiphon · 
E. wildpretii subsp. wildpretii · 
...